# Velvet Soul
Velvet Soul è un album di Gene Ammons, pubblicato dalla Prestige Records nel 1964. Tutti i brani furono registrati al Van Gelder Studio di Englewood Cliffs, New Jersey (Stati Uniti), nelle date indicate nella lista tracce.

## Tracce
Lato A
1. Velvet Soul – 8:54 (Johnny Hammond Smith) – Registrato il 17 giugno 1960
2. In Sid's Thing – 5:25 (Gene Ammons) – Registrato il 17 giugno 1960
3. Salome's Tune – 4:16 (Mal Waldron) – Registrato il 5 settembre 1962

Lato B
1. Light 'n' Up – 4:02 (Mal Waldron) – Registrato il 5 settembre 1962
2. The Song Is You – 9:45 (Jerome Kern, Oscar Hammerstein II) – Registrato il 13 giugno 1961
3. A Stranger in Town – 6:02 (Mel Tormé) – Registrato il 5 settembre 1962[2]

## Musicisti
Brani A1 e A2
- Gene Ammons - sassofono tenore
- Frank Wess - sassofono tenore
- Johnny Hammond Smith - organo
- Doug Watkins - contrabbasso
- Art Taylor - batteria

Brani A3, B1 e B3
- Gene Ammons - sassofono tenore
- Mal Waldron - pianoforte
- Wendell Marshall - contrabbasso
- Ed Thigpen - batteria

Brano B2
- Gene Ammons - sassofono tenore
- Oliver Nelson - sassofono alto
- Clark Terry - tromba
- Hobart Dotson - tromba
- Red Holloway - sassofono tenore
- George Barrow - sassofono tenore
- Bob Ashton - sassofono baritono
- Richard Wyands - pianoforte
- Wendell Marshall - contrabbasso
- Bill English - batteria